# Damu Cherry
Damu Cherry, född den 29 november 1977, är en amerikansk friidrottare som tävlar i häcklöpning.
Cherry deltog vid inomhus-VM 2006 där hon slutade sjua på 60 meter häck. Hon blev även tvåa på 100 meter häck vid IAAF World Athletics Final 2006 i Stuttgart.
Hon deltog vid Olympiska sommarspelen 2008 där hon slutade fyra på tiden 12,65.
Mellan åren 2003 och 2005 var hon avstängd för dopningsbrott.

## Personliga rekord
- 60 meter häck - 7,85
- 100 meter häck - 12,44